# Íngrid Rubio
Íngrid Rubio Ruiz (Barcelona, 2 de agosto de 1975) es una actriz española ganadora de un Goya por su interpretación en Más allá del jardín y conocida por sus papeles en las series El pueblo y Hache.

## Biografía
Se presenta ante el gran público en la teleserie catalana de TV3 Secrets de família, donde se hace popular entre los telespectadores. Rápidamente da el salto al cine español, en el que triunfa rápidamente gracias a su interpretación en Más allá del jardín, que le vale el Premio Goya a la mejor actriz revelación.
En televisión ha protagonizado la serie Pulsaciones de Antena 3 en 2017. En 2019 protagoniza las series El pueblo, emitida en Amazon Prime Video y Telecinco y Hache, en Netflix.

## Filmografía

### Cine
- 1996: Más allá del jardín, de Pedro Olea.
- 1996: Más que amor, frenesí, de Albacete, Menkes y Bardem.
- 1996: Taxi, de Carlos Saura.
- 1997: En brazos de la mujer madura, de Manuel Lombardero.
- 1998: El faro, de Eduardo Mignogna.
- 1998: Un día bajo el sol, de Bent Hamer.
- 1999: Un banco en el parque, de Agustí Vila.
- 1999: Extraños, de Imanol Uribe.
- 2000: El viaje de Arián, de Eduard Bosch.
- 2000: Sé quién eres, de Patricia Ferreira.
- 2000: La otra cara de la luna, de Lluís Josep Comerón.
- 2000: Viaje de ida y vuelta, de Nuria Cabestany.
- 2001: Visionarios, de Manuel Gutiérrez Aragón.
- 2002: El alquimista impaciente, de Patricia Ferreira.
- 2002: La playa de los galgos, de Mario Camus.
- 2002: Todas las azafatas van al cielo, de Daniel Burman.
- 2002: La soledad era esto, de Sergio Renán.
- 2003: Madre Teresa, de Fabrizio Costa.
- 2003: Noviembre, de Achero Mañas.
- 2003: Haz conmigo lo que quieras, de Ramón de España.
- 2005: Hermanas, de Julia Solomonoff.
- 2006: Trastorno, de Fernando Cámara.
- 2006: Salvador (Puig Antich), de Manuel Huerga.
- 2006: Tirante el blanco, de Vicente Aranda.
- 2008: La vida en rojo, de Andrés Linares.
- 2008: Road Spain, de Jordi Vidal.
- 2009: Los minutos del silencio, de R. Robles Rafatal.
- 2009: 7 pasos y medio, de Lalo García.
- 2010: Que se mueran los feos, de Nacho G. Velilla.
- 2012: Los días no vividos, de Alfonso Cortés-Cavanillas.[4]
- 2013: La Estrella, de  Alberto Aranda.[5]
- 2014: Ciudad Delirio, de Chus Gutiérrez.

### Televisión
| Año         | Serie                 | Cadena                  | Papel                    | Notas         |
| ----------- | --------------------- | ----------------------- | ------------------------ | ------------- |
| 1995        | Secrets de família    | TV3                     | Marta                    | 187 episodios |
| 2009 - 2011 | Infidels              | TV3                     | Mari Cruz Úbeda González | 42 episodios  |
| 2014        | El corazón del océano | Antena 3                | Mencía Calderón          | 6 episodios   |
| 2015        | Cites                 | TV3                     | Inma                     | 2 episodios   |
| 2015        | Velvet                | Antena 3                | Inés                     | 3 episodios   |
| 2016        | Bajo sospecha         | Antena 3                | Isabel Freire            | 3 episodios   |
| 2017        | Pulsaciones           | Antena 3                | Marian Gala              | 10 episodios  |
| 2017        | Si fueras tú          | Playz                   | Sargento Lara            | 4 episodios   |
| 2019 - 2023 | El pueblo             | Prime Video / Telecinco | Cayetana Ortiz "Ruth"    | 32 episodios  |
| 2019; 2021  | Hache                 | Netflix                 | Celeste                  | 11 episodios  |
| 2021        | La Caza: Tramuntana   | La 1                    | Mónica Vinent            | 8 episodios   |
| 2025        | Machos alfa           | Netflix                 | Aurora                   | 5 episodios   |

## Premios y distinciones
Festival Internacional de Cine de San Sebastián
| Año  | Categoría                   | Película | Resultado |
| ---- | --------------------------- | -------- | --------- |
| 1996 | Mención Especial del Jurado | Taxi     | Ganadora  |

Premios Goya
| Año  | Categoría               | Película            | Resultado |
| ---- | ----------------------- | ------------------- | --------- |
| 1996 | Mejor actriz revelación | Más allá del jardín | Ganadora  |

Premio de la Unión de Actores
| Año  | Categoría                       | Película | Resultado |
| ---- | ------------------------------- | -------- | --------- |
| 1996 | Mejor interpretación revelación | Taxi     | Ganadora  |

Premio del Festival Internacional de Cine de Montreal
| Año  | Categoría    | Película | Resultado |
| ---- | ------------ | -------- | --------- |
| 1998 | Mejor actriz | El faro  | Ganadora  |

Premio Cóndor de Plata
| Año  | Categoría    | Película | Resultado |
| ---- | ------------ | -------- | --------- |
| 1998 | Mejor actriz | El faro  | Ganadora  |

Festival de cine español de Málaga
| Año  | Categoría                   | Película          | Resultado |
| ---- | --------------------------- | ----------------- | --------- |
| 2000 | Mención Especial del Jurado | El viaje de Arián | Ganadora  |

Premio del Festival de Cine de Comedia de Peñíscola
| Año  | Categoría    | Película                   | Resultado |
| ---- | ------------ | -------------------------- | --------- |
| 2003 | Mejor actriz | Haz conmigo lo que quieras | Ganadora  |

Premios Gaudí
| Año  | Categoría    | Película    | Resultado |
| ---- | ------------ | ----------- | --------- |
| 2014 | Mejor actriz | La Estrella | Nominada  |